# Мануель Ноєр
Мануе́ль Но́єр (нім. Manuel Neuer, МФА: [ˈmaːnu̯ɛl ˈnɔʏ.ɐ]; нар. 27 березня 1986 року, Гельзенкірхен, Німеччина) — німецький футболіст. Воротар мюнхенської «Баварії».

## Клубна кар'єра

### «Шальке 04»
Ноєр народився в Гельзенкірхені (Німеччина). З 5 років почав займатися у футбольній школі клубу «Шальке 04». 2003 року 17-річний воротар почав грати за резервну команду «Шальке-04» у Регіональній лізі, але вилетів разом з нею в четвертий німецький дивізіон, де і провів цілий сезон.
У сезоні 2005—06 був покликаний в першу команду як запасний голкіпер, місце в основі тоді займав Франк Рост. У Бундеслізі Мануель дебютував лише в серпні 2006 року в матчі з «Алеманією» (1:0). Після цього зіграв трохи пізніше в матчі десятого туру з «Баварією» (2:2). Всього в сезоні 2006—07 Ноєр у складі «Шальке-04» провів 27 матчів.
20 квітня 2011 року клуб повідомив, що Ноєр не буде продовжувати контракт з «Шальке-04», який закінчується по завершенні сезону 2011—12, незважаючи на неодноразові спроби керівництва «Шальке» переконати його не залишати клуб, включаючи пропозиції з підвищенням оплати праці.

### «Баварія»
8 червня 2011 року мюнхенська «Баварія» підписала з воротарем п'ятирічний контракт на суму в 18 мільйонів євро плюс 7 мільйонів як бонуси за вдалий виступ Ноєра в новому клубі.
Перехід гравця «Шальке» до «Баварії» був негативно спряйнятий уболівальниками мюнхенської команди. Проте з початком сезону Бундесліги Ноєр довів правильність вибору керівництва «Баварії» на свою користь, видавши серію ігор без пропущених голів, що тривала понад 1000 хвилин, відразу перевищивши клубний рекорд, який належав Оліверу Кану.
Ставши безумовним «першим номером» на воротарській позиції «Баварії», в сезоні 2012/13 здобув свій перший титул чемпіона Німеччини. Протягом наступних п'яти сезонів команда Ноєра успішно щороку захищала цей титул.
У квітні 2017 року зазнав травми ноги, через яку пропустив завершення сезону 2016/17. Наступний сезон 2017/18 через ту ж травму та її рецидиви пропустив майже повністю, взявши участь лише у чотирьох матчах мюнхенської команди в усіх турнірах.
17 грудня 2023 року в матчі проти «Штутгарта» здобув свою 250-ту перемогу в Бундеслізі в складі «Баварії».
12 січня 2024 року в поєдинку Бундесліги проти «Гоффенгайма» провів 500-й матч в складі «Баварії» в усіх турнірах, ставши 11-м гравцем в історії клубу, що досяг цієї позначки. В них він пропустив 395 голів та зіграв 240 сухих матчів.

## Збірна
За молодіжну збірну Ноєр дебютував 15 серпня 2006 року в матчі проти Нідерландів. З командою футболіст виграв молодіжний чемпіонат Європи 2009 року.
За національну збірну дебютував 2 червня 2009 року в товариському матчі проти збірної ОАЕ, перемогу здобула команда Німеччини з рахунком 7:2. Незадовго до чемпіонату світу 2010 року став першим воротарем німецької збірної. На самому ЧС-2010, де німці стали бронзовими призерами, брав участь у всіх зустрічах своєї команди, окрім гри за третє місце.
Також був основним воротарем «бундестім» і на наступних великих міжнародних турнірах — Євро-2012, чемпіонаті світу 2014, на якому допоміг своїй команді учетверте в історії здобути чемпіонський титул, зокрема відстоявши «на нуль» у фінальній грі проти аргентинців.
На чемпіонаті Європи 2016 року дуже впевнено провів початок турніру, не дозволивши супротивникам відзначитися бодай одним забитим голом ані у трьох матчах групового етапу, ані в матчі 1/8 фіналу проти збірної Словаччини. Перший гол на турнірі пропустив лише у чвертьфіналі — з пенальті, реалізованого італійцем Леонардо Бонуччі. Враховуючи заключні матчі чемпіонату світу 2014 його «суха серія» у фінальних частинах великих турнірів протривала 557 хвилин, що дозволило Ноєру обійти співвітчизника Зеппа Маєра з його 481 хвилиною і стати новим рекордсменом за цим показником.
Після завершення Євро-2016 кар'єру у збірній завершив її тодішній капітан Бастіан Швайнштайгер і новим капітаном було обрано Ноєра, який довгий час був віце-капітаном і уперше виходив на поле у складі збірної з капітанською пов'язкою ще восени 2014 року.
З осені 2016 року понад півтора року не брав участь в іграх за збірну через травму ноги та її рецидиви. Попри це, провівши після відновлення дві товариські гри на початку червня 2018 року, був включений до заявки національної команди для участі у своїй третій світовій першості — тогорічному чемпіонаті світу в Росії.

## Особисте життя
Брат Мануеля Марсель — футбольний суддя в Фербандслізі. У дитинстві кумиром Ноєра був тодішній воротар «Шальке 04» Єнс Леманн.
10 червня 2017 року в італійський комуні Монополі провів церковну церемонію одруження зі студенткою Ніною Вайсс. Раніше, у травні, шлюб було зареєстровано на цивільній церемонії в Австрії.

## Статистика виступів

### Статистика клубних виступів
Станом на 9 жовтня 2022 року
| Сезон                 | Команда               | Чемпіонат             | Чемпіонат | Чемпіонат | Національний кубок | Національний кубок | Національний кубок | Єврокубки | Єврокубки | Єврокубки | Інші змагання | Інші змагання | Інші змагання | Усього за | Усього за |
| Сезон                 | Команда               | Турнір                | Ігор      | Голів     | Турнір             | Ігор               | Голів              | Турнір    | Ігор      | Голів     | Турнір        | Ігор          | Голів         | Ігор      | Голів     |
| --------------------- | --------------------- | --------------------- | --------- | --------- | ------------------ | ------------------ | ------------------ | --------- | --------- | --------- | ------------- | ------------- | ------------- | --------- | --------- |
| 2005–06               | «Шальке 04»           | БЛ                    | 0         | -0        | КН                 | 0                  | -0                 | ЛЧ+КУЄФА  | 0+0       | -0 + -0   | -             | -             | -             | 0         | -0        |
| 2006–07               | «Шальке 04»           | БЛ                    | 27        | -21       | КН                 | 0                  | -0                 | КУЄФА     | 0         | -0        | -             | -             | -             | 27        | -21       |
| 2007–08               | «Шальке 04»           | БЛ                    | 34        | -32       | КН                 | 3                  | -1                 | ЛЧ        | 10        | -7        | КНЛ           | 3             | -3            | 50        | -43       |
| 2008–09               | «Шальке 04»           | БЛ                    | 27        | -26       | КН                 | 2                  | -2                 | КУЄФА     | 5         | -7        | -             | -             | -             | 34        | -35       |
| 2009–10               | «Шальке 04»           | БЛ                    | 34        | -31       | КН                 | 5                  | -1                 | -         | -         | -         | -             | -             | -             | 39        | -32       |
| 2010–11               | «Шальке 04»           | БЛ                    | 34        | -44       | КН                 | 6                  | -3                 | ЛЧ        | 12        | -14       | СН            | 1             | -2            | 53        | -63       |
| Усього за «Шальке 04» | Усього за «Шальке 04» | Усього за «Шальке 04» | 156       | -154      |                    | 16                 | -7                 |           | 27        | -28       |               | 4             | -5            | 203       | –4        |
| 2011–12               | «Баварія»             | БЛ                    | 33        | -22       | КН                 | 5                  | -6                 | ЛЧ        | 14        | -9        | -             | -             | -             | 52        | -37       |
| 2012–13               | «Баварія»             | БЛ                    | 31        | -18       | КН                 | 5                  | -3                 | ЛЧ        | 13        | -11       | СН            | 1             | -1            | 50        | -33       |
| 2013–14               | «Баварія»             | БЛ                    | 31        | -18       | КН                 | 5                  | -1                 | ЛЧ        | 12        | -13       | СН+СУ+КЧС     | 0+1+2         | -0 + -2 + -0  | 51        | -34       |
| 2014–15               | «Баварія»             | БЛ                    | 32        | -18       | КН                 | 5                  | -3                 | ЛЧ        | 12        | -13       | СН            | 1             | -2            | 50        | -36       |
| 2015–16               | «Баварія»             | БЛ                    | 34        | -16       | КН                 | 5                  | -1                 | ЛЧ        | 11        | -11       | СН            | 1             | -1            | 51        | -29       |
| 2016–17               | «Баварія»             | БЛ                    | 26        | -13       | КН                 | 4                  | -1                 | ЛЧ        | 9         | -11       | СН            | 1             | -0            | 40        | -25       |
| 2017–18               | «Баварія»             | БЛ                    | 3         | -2        | КН                 | 0                  | -0                 | ЛЧ        | 1         | -0        | СН            | 0             | -0            | 4         | -2        |
| 2018–19               | «Баварія»             | БЛ                    | 26        | -23       | КН                 | 3                  | -1                 | ЛЧ        | 8         | -8        | СН            | 1             | 0             | 38        | -32       |
| 2019–20               | «Баварія»             | БЛ                    | 33        | -31       | КН                 | 6                  | -8                 | ЛЧ        | 11        | -8        | СН            | 1             | -2            | 51        | -49       |
| 2020–21               | «Баварія»             | БЛ                    | 33        | -42       | КН                 | 1                  | -2                 | ЛЧ        | 8         | -8        | СН+СУ+КЧС     | 1+1+2         | -2+-1+0       | 46        | -55       |
| 2021–22               | «Баварія»             | БЛ                    | 28        | -26       | КН                 | 1                  | -5                 | ЛЧ        | 9         | -6        | СН            | 1             | -1            | 39        | -38       |
| 2022–23               | «Баварія»             | БЛ                    | 9         | -8        | КН                 | 0                  | 0                  | ЛЧ        | 3         | 0         | СН            | 1             | -3            | 13        | -11       |
| Усього за «Баварію»   | Усього за «Баварію»   | Усього за «Баварію»   | 319       | -237      |                    | 40                 | -31                |           | 111       | -98       |               | 15            | -15           | 485       | –381      |
| Усього за кар'єру     | Усього за кар'єру     | Усього за кар'єру     | 501       | -415      |                    | 56                 | -38                |           | 138       | -126      |               | 19            | -20           | 714       | -600      |

### Статистика виступів за збірну
Станом на 14 червня 2022 року
| Дата       | Місто                   | Господарі          | Результат        | Гості                | Турнір                               | Голи | Примітки   |
| ---------- | ----------------------- | ------------------ | ---------------- | -------------------- | ------------------------------------ | ---- | ---------- |
| 2-6-2009   | Дубай (місто)           | ОАЕ                | 2 – 7            | Німеччина            | товариський матч                     | -2   |            |
| 18-11-2009 | Гельзенкірхен           | Німеччина          | 2 – 2            | Кот-д'Івуар          | товариський матч                     | -2   |            |
| 13-5-2010  | Аахен                   | Німеччина          | 3 – 0            | Мальта               | товариський матч                     | -    |            |
| 29-5-2010  | Будапешт                | Угорщина           | 0 – 3            | Німеччина            | товариський матч                     | -    |            |
| 3-6-2010   | Франкфурт-на-Майні      | Німеччина          | 3 – 1            | Боснія і Герцеговина | товариський матч                     | -1   |            |
| 13-6-2010  | Дурбан                  | Німеччина          | 4 – 0            | Австралія            | ЧС 2010 - 1-й етап                   | -    |            |
| 18-6-2010  | Порт-Елізабет           | Німеччина          | 0 – 1            | Сербія               | ЧС 2010 - 1-й етап                   | -1   |            |
| 23-6-2010  | Йоганнесбург            | Гана               | 0 – 1            | Німеччина            | ЧС 2010 - 1-й етап                   | -    |            |
| 27-6-2010  | Блумфонтейн             | Німеччина          | 4 – 1            | Англія               | ЧС 2010 - 1/8 фіналу                 | -1   |            |
| 3-7-2010   | Кейптаун                | Аргентина          | 0 – 4            | Німеччина            | ЧС 2010 - чвертьфінал                | -    |            |
| 7-7-2010   | Дурбан                  | Німеччина          | 0 – 1            | Іспанія              | ЧС 2010 - півфінал                   | -1   |            |
| 3-9-2010   | Брюссель                | Бельгія            | 0 – 1            | Німеччина            | Відбір до ЧЄ 2012                    | -    |            |
| 3-9-2010   | Кельн                   | Німеччина          | 6 – 1            | Азербайджан          | Відбір до ЧЄ 2012                    | -1   |            |
| 8-10-2010  | Берлін                  | Німеччина          | 3 – 0            | Туреччина            | Відбір до ЧЄ 2012                    | -    |            |
| 12-10-2010 | Астана                  | Казахстан          | 0 – 3            | Німеччина            | Відбір до ЧЄ 2012                    | -    |            |
| 9-2-2011   | Дортмунд                | Німеччина          | 1 – 1            | Італія               | товариський матч                     | -1   |            |
| 26-3-2011  | Кайзерслаутерн          | Німеччина          | 4 – 0            | Казахстан            | Відбір до ЧЄ 2012                    | -    |            |
| 29-5-2011  | Зінсгайм                | Німеччина          | 2 – 1            | Уругвай              | товариський матч                     | -1   |            |
| 3-6-2011   | Відень                  | Австрія            | 1 – 2            | Німеччина            | Відбір до ЧЄ 2012                    | -1   |            |
| 7-6-2011   | Баку                    | Азербайджан        | 1 – 3            | Німеччина            | Відбір до ЧЄ 2012                    | -1   |            |
| 10-8-2011  | Штутгарт                | Німеччина          | 3 – 2            | Бразилія             | товариський матч                     | -2   |            |
| 2-9-2011   | Гельзенкірхен           | Німеччина          | 6 – 2            | Австрія              | Відбір до ЧЄ 2012                    | -2   |            |
| 7-10-2011  | Стамбул                 | Туреччина          | 1 – 3            | Німеччина            | Відбір до ЧЄ 2012                    | -1   |            |
| 11-10-2011 | Дюссельдорф             | Німеччина          | 3 – 1            | Бельгія              | Відбір до ЧЄ 2012                    | -1   |            |
| 15-11-2011 | Гамбург                 | Німеччина          | 3 – 0            | Нідерланди           | товариський матч                     | -    |            |
| 31-5-2012  | Лейпциг                 | Німеччина          | 2 – 0            | Ізраїль              | товариський матч                     | -    |            |
| 9-6-2012   | Львів                   | Німеччина          | 1 – 0            | Португалія           | ЧЄ 2012 - 1-й етап                   | -    |            |
| 13-6-2012  | Харків                  | Нідерланди         | 1 – 2            | Німеччина            | ЧЄ 2012 - 1-й етап                   | -1   |            |
| 17-6-2012  | Львів                   | Данія              | 1 – 2            | Німеччина            | ЧЄ 2012 - 1-й етап                   | -1   |            |
| 22-6-2012  | Гданськ                 | Німеччина          | 4 – 2            | Греція               | ЧЄ 2012 - чвертьфінал                | -2   |            |
| 28-6-2012  | Варшава                 | Німеччина          | 1 – 2            | Італія               | ЧЄ 2012 - півфінал                   | -2   |            |
| 7-9-2012   | Ганновер                | Німеччина          | 3 – 0            | Фарерські острови    | Відбір до ЧС 2014                    | -    |            |
| 11-9-2012  | Відень                  | Австрія            | 1 – 2            | Німеччина            | Відбір до ЧС 2014                    | -1   |            |
| 12-10-2012 | Дублін                  | Ірландія           | 1 – 6            | Німеччина            | Відбір до ЧС 2014                    | -1   |            |
| 16-10-2012 | Берлін                  | Німеччина          | 4 – 4            | Швеція               | Відбір до ЧС 2014                    | -4   |            |
| 14-11-2012 | Амстердам               | Нідерланди         | 0 – 0            | Німеччина            | товариський матч                     | -    |            |
| 22-3-2013  | Астана                  | Казахстан          | 0 – 3            | Німеччина            | Відбір до ЧС 2014                    | -    |            |
| 26-3-2013  | Нюрнберг                | Німеччина          | 4 – 1            | Казахстан            | Відбір до ЧС 2014                    | -1   |            |
| 14-8-2013  | Кайзерслаутерн          | Німеччина          | 3 – 3            | Парагвай             | товариський матч                     | -3   |            |
| 6-9-2013   | Мюнхен                  | Німеччина          | 3 – 0            | Австрія              | Відбір до ЧС 2014                    | -    |            |
| 10-9-2013  | Торсгавн                | Фарерські острови  | 0 – 3            | Німеччина            | Відбір до ЧС 2014                    | -    |            |
| 11-10-2013 | Кельн                   | Німеччина          | 3 – 0            | Ірландія             | Відбір до ЧС 2014                    | -    |            |
| 15-10-2013 | Стокгольм               | Швеція             | 3 – 5            | Німеччина            | Відбір до ЧС 2014                    | -3   |            |
| 15-11-2013 | Мілан                   | Італія             | 1 – 1            | Німеччина            | товариський матч                     | -1   |            |
| 5-3-2014   | Штутгарт                | Німеччина          | 1 – 0            | Чилі                 | товариський матч                     | -    |            |
| 16-6-2014  | Салвадор (Бразилія)     | Німеччина          | 4 – 0            | Португалія           | ЧС 2014 - 1-й етап                   | -    |            |
| 21-6-2014  | Форталеза               | Німеччина          | 2 – 2            | Гана                 | ЧС 2014 - 1-й етап                   | -2   |            |
| 26-6-2014  | Ресіфі                  | США                | 0 – 1            | Німеччина            | ЧС 2014 - 1-й етап                   | -    |            |
| 30-6-2014  | Порту-Алегрі            | Німеччина          | 2 – 1 д.ч.       | Алжир                | ЧС 2014 - 1/8 фіналу                 | -1   |            |
| 4-7-2014   | Ріо-де-Жанейро          | Франція            | 0 – 1            | Німеччина            | ЧС 2014 - чвертьфінал                | -    |            |
| 08-7-2014  | Белу-Оризонті           | Бразилія           | 1 – 7            | Німеччина            | ЧС 2014 - півфінал                   | -1   |            |
| 13-7-2014  | Ріо-де-Жанейро          | Німеччина          | 1 – 0            | Аргентина            | ЧС 2014 - Фінал                      | -    |            |
| 3-9-2014   | Дюссельдорф             | Німеччина          | 2 – 4            | Аргентина            | товариський матч                     | -2   | 46' — кап. |
| 7-9-2014   | Дортмунд                | Німеччина          | 2 – 1            | Шотландія            | Відбір до ЧЄ 2016                    | -1   | кап.       |
| 10-10-2014 | Варшава                 | Польща             | 2 – 0            | Німеччина            | Відбір до ЧЄ 2016                    | -2   | кап.       |
| 14-10-2014 | Гельзенкірхен           | Німеччина          | 1 – 1            | Ірландія             | Відбір до ЧЄ 2016                    | -1   | кап.       |
| 14-11-2014 | Нюрнберг                | Німеччина          | 4 – 0            | Гібралтар            | Відбір до ЧЄ 2016                    | -    | кап.       |
| 29-3-2015  | Тбілісі                 | Грузія             | 0 – 2            | Німеччина            | Відбір до ЧЄ 2016                    | -    |            |
| 4-9-2015   | Франкфурт-на-Майні      | Німеччина          | 3 – 1            | Польща               | Відбір до ЧЄ 2016                    | -1   |            |
| 7-9-2015   | Глазго                  | Шотландія          | 2 – 3            | Німеччина            | Відбір до ЧЄ 2016                    | -2   |            |
| 8-10-2015  | Дублін                  | Ірландія           | 1 – 0            | Німеччина            | Відбір до ЧЄ 2016                    | -1   | кап.       |
| 11-10-2015 | Лейпциг                 | Німеччина          | 2 – 1            | Грузія               | Відбір до ЧЄ 2016                    | -1   | кап.       |
| 13-11-2015 | Париж                   | Франція            | 2 – 0            | Німеччина            | товариський матч                     | -2   |            |
| 26-3-2016  | Берлін                  | Німеччина          | 2 – 3            | Англія               | товариський матч                     | -3   |            |
| 4-6-2016   | Гельзенкірхен           | Німеччина          | 2 – 0            | Угорщина             | товариський матч                     | -    | кап.       |
| 12-6-2016  | Вільнев-д'Аск           | Німеччина          | 2 – 0            | Україна              | ЧЄ 2016 - 1-й етап                   | -    | кап.       |
| 16-6-2016  | Сен-Дені                | Німеччина          | 0 – 0            | Польща               | ЧЄ 2016 - 1-й етап                   | -    | кап.       |
| 21-6-2016  | Париж                   | Північна Ірландія  | 0 – 1            | Німеччина            | ЧЄ 2016 - 1-й етап                   | -    | кап.       |
| 26-6-2016  | Вільнев-д'Аск           | Німеччина          | 3 – 0            | Словаччина           | ЧЄ 2016 - 1/8 фіналу                 | -    | кап.       |
| 2-7-2016   | Бордо                   | Німеччина          | 1 – 1 (6-5 п.п.) | Італія               | ЧЄ 2016 - чвертьфінал                | -1   | кап.       |
| 7-7-2016   | Марсель                 | Німеччина          | 0 – 2            | Франція              | ЧЄ 2016 - півфінал                   | -2   | кап.       |
| 4-9-2016   | Осло                    | Норвегія           | 0 – 3            | Німеччина            | Відбір до ЧС 2018                    | -    | кап.       |
| 8-10-2016  | Гамбург                 | Німеччина          | 3 – 0            | Чехія                | Відбір до ЧС 2018                    | -    | кап.       |
| 11-10-2016 | Ганновер                | Німеччина          | 2 – 0            | Північна Ірландія    | Відбір до ЧС 2018                    | -    | кап.       |
| 2-6-2018   | Клагенфурт-ам-Вертерзеє | Австрія            | 2 – 1            | Німеччина            | товариський матч                     | -2   | кап.       |
| 8-6-2018   | Леверкузен              | Німеччина          | 2 – 1            | Саудівська Аравія    | товариський матч                     | -    | кап. 46'   |
| 17-6-2018  | Москва                  | Німеччина          | 0 – 1            | Мексика              | ЧС 2018 - 1-й етап                   | -1   | кап.       |
| 23-6-2018  | Сочі                    | Німеччина          | 2 – 1            | Швеція               | ЧС 2018 - 1-й етап                   | -1   | кап.       |
| 27-6-2018  | Казань                  | Південна Корея     | 2 – 0            | Німеччина            | ЧС 2018 - 1-й етап                   | -2   | кап.       |
| 6-9-2018   | Мюнхен                  | Німеччина          | 0 – 0            | Франція              | Ліга націй УЄФА 2018—2019 - 1-й етап | -    | кап.       |
| 13-10-2018 | Амстердам               | Нідерланди         | 3 – 0            | Німеччина            | Ліга націй УЄФА 2018—2019 - 1-й етап | -3   | кап.       |
| 16-10-2018 | Сен-Дені                | Франція            | 2 – 1            | Німеччина            | Ліга націй УЄФА 2018—2019 - 1-й етап | -2   | кап.       |
| 15-11-2018 | Лейпциг                 | Німеччина          | 3 – 0            | Росія                | товариський матч                     | -    | кап.       |
| 19-11-2018 | Гельзенкірхен           | Німеччина          | 2 – 2            | Нідерланди           | Ліга націй УЄФА 2018—2019 - 1-й етап | -2   | кап.       |
| 20-3-2019  | Вольфсбург              | Німеччина          | 1 – 1            | Сербія               | товариський матч                     | -1   | кап. 46'   |
| 24-3-2019  | Амстердам               | Нідерланди         | 2 – 3            | Німеччина            | Відбір до ЧЄ 2020                    | -2   | кап.       |
| 8-6-2019   | Борисов                 | Білорусь           | 0 – 2            | Німеччина            | Відбір до ЧЄ 2020                    | -    | кап.       |
| 11-6-2019  | Майнц                   | Німеччина          | 8 – 0            | Естонія              | Відбір до ЧЄ 2020                    | -    | кап.       |
| 6-9-2019   | Гамбург                 | Німеччина          | 2 – 4            | Нідерланди           | Відбір до ЧЄ 2020                    | -4   | кап.       |
| 9-9-2019   | Белфаст                 | Північна Ірландія  | 0 – 2            | Німеччина            | Відбір до ЧЄ 2020                    | -    | кап.       |
| 13-10-2019 | Таллінн                 | Естонія            | 0 – 3            | Німеччина            | Відбір до ЧЄ 2020                    | -    | кап.       |
| 16-11-2019 | Менхенгладбах           | Німеччина          | 4 – 0            | Білорусь             | Відбір до ЧЄ 2020                    | -    | кап.       |
| 10-10-2020 | Київ                    | Україна            | 1 – 2            | Німеччина            | Ліга націй УЄФА 2020—2021 - 1-й етап | -1   | кап.       |
| 13-10-2020 | Кельн                   | Німеччина          | 3 – 3            | Швейцарія            | Ліга націй УЄФА 2020—2021 - 1-й етап | -3   | кап.       |
| 14-11-2020 | Лейпциг                 | Німеччина          | 3 – 1            | Україна              | Ліга націй УЄФА 2020—2021 - 1-й етап | -1   | кап.       |
| 17-11-2020 | Севілья                 | Іспанія            | 6 – 0            | Німеччина            | Ліга націй УЄФА 2020—2021 - 1-й етап | -6   | кап.       |
| 25-3-2021  | Дуйсбург                | Німеччина          | 3 – 0            | Ісландія             | Відбір до ЧС 2022                    | -    | кап.       |
| 28-3-2021  | Бухарест                | Румунія            | 0 – 1            | Німеччина            | Відбір до ЧС 2022                    | -    | кап.       |
| 2-6-2021   | Інсбрук                 | Німеччина          | 1 – 1            | Данія                | товариський матч                     | -1   | кап.       |
| 7-6-2021   | Дюссельдорф             | Німеччина          | 7 – 1            | Латвія               | товариський матч                     | -1   | кап.       |
| 15-6-2021  | Мюнхен                  | Франція            | 1 – 0            | Німеччина            | ЧЄ 2020 - 1-й етап                   | -1   | кап.       |
| 19-6-2021  | Мюнхен                  | Португалія         | 2 – 4            | Німеччина            | ЧЄ 2020 - 1-й етап                   | -2   | кап.       |
| 23-6-2021  | Мюнхен                  | Німеччина          | 2 – 2            | Угорщина             | ЧЄ 2020 - 1-й етап                   | -2   | кап.       |
| 29-6 2021  | Лондон                  | Англія             | 2 – 0            | Німеччина            | ЧЄ 2020 - 1/8 фіналу                 | -2   | кап.       |
| 5-9-2021   | Штутгарт                | Німеччина          | 6 – 0            | Вірменія             | Відбір до ЧС 2022                    | -    | кап.       |
| 8-9-2021   | Рейк'явік               | Ісландія           | 0 – 4            | Німеччина            | Відбір до ЧС 2022                    | -    | кап.       |
| 11-10-2021 | Скоп'є                  | Північна Македонія | 0 – 4            | Німеччина            | Відбір до ЧС 2022                    | -    | кап.       |
| 11-11-2021 | Вольфсбург              | Німеччина          | 9 – 0            | Ліхтенштейн          | Відбір до ЧС 2022                    | -    | кап.       |
| 29-3-2022  | Амстердам               | Нідерланди         | 1 – 1            | Німеччина            | товариський матч                     | -1   | кап.       |
| 4-6-2022   | Болонья                 | Італія             | 1 – 1            | Німеччина            | Ліга націй УЄФА 2022—2023 - 1-й етап | -1   | кап.       |
| 7-6-2022   | Мюнхен                  | Німеччина          | 1 – 1            | Англія               | Ліга націй УЄФА 2022—2023 - 1-й етап | -1   | кап.       |
| 11-6-2022  | Будапешт                | Угорщина           | 1 – 1            | Німеччина            | Ліга націй УЄФА 2022—2023 - 1-й етап | -1   | кап.       |
| 14-6-2022  | Менхенгладбах           | Німеччина          | 5 – 2            | Італія               | Ліга націй УЄФА 2022—2023 - 1-й етап | -2   | кап.       |
| Усього     |                         | Матчів             | 113              |                      | Голів                                | -108 |            |

## Досягнення

### Командні
«Шальке 04»
- Володар кубка німецької ліги: 2005
- Володар кубка Німеччини: 2010-11
- Разом: 2 трофеїв

 «Баварія»
- Чемпіон Німеччини: 2012–13, 2013–14, 2014–15, 2015–16, 2016–17, 2017–18, 2018–19, 2019–20, 2020–21, 2021–22, 2022–23, 2024–25
- Володар кубка Німеччини: 2012–13, 2013–14, 2015–16, 2018–19, 2019–20
- Володар Суперкубка Німеччини: 2012, 2016, 2017, 2018, 2020, 2021, 2022, 2025
- Переможець Ліги чемпіонів УЄФА: 2012–13, 2019—20
- Переможець Суперкубка УЄФА: 2013, 2020
- Переможець Клубного чемпіонату світу: 2013, 2020
- Разом: 31 трофей

### Міжнародні
Збірна Німеччини
- Чемпіон світу: 2014
- Бронзовий призер чемпіонату світу: 2010
- Чемпіон Європи (U-21): 2009
- Разом: 3 трофеї

### Індивідуальні
- Найкращий воротар Бундесліги за версією спортивного журналу Kicker: 2006/07, 2010/11 [6]
- Спортсмен року в Гельзенкірхені: 2006, 2008, 2009
- Володар срібної медалі імені Фріца Вальтера: 2005
- Номінант на звання «Найкращий воротар Європи»: 2008
- Найкращий воротар Чемпіонату Європи U-21: 2009
- Футболіст року землі Північний Рейн-Вестфалія: 2009
- Номінант в «Збірну року УЄФА»: 2009
- Футболіст року в Німеччині: 2011